# 童梦成
童梦成（1996年4月26日—），中国浙江省嵊州市人，围棋职业八段棋手。他6岁学棋，2008年入段，2016年10月升为六段，2018年升为七段。2019年5月升为八段。
2014年底战胜罗玄、夏晨琨、陶欣然和杨鼎新，获得首届世界围棋星锐最强战冠军。2015年效力于珠海队、2016年加盟华泰证券江苏队参加“金立智能手机杯”中国围棋甲级联赛。2017年，在第22届三星杯中预选赛中连胜刘宇航、戎毅、陈诗渊、韩尚勋、陈祈睿，进入本赛。在本赛中两胜朴进率后小组出线，再胜山下敬吾和安成浚，进入四强。半决赛中以1-2不敌辜梓豪。